# Zaspy Małe
Zaspy Małe (niem. Klein Satspe) – wieś w Polsce położona w województwie zachodniopomorskim, w powiecie białogardzkim, w gminie Białogard. W latach 1975–1998 wieś należała do województwa koszalińskiego. W roku 2007 wieś liczyła 91 mieszkańców. Wieś wchodzi w skład sołectwa Buczek, jest najbardziej na wschód położoną miejscowością gminy.

## Geografia
Wieś leży ok. 3 km na wschód od Buczka, ok. 1 km na zachód od drogi wojewódzkiej nr 167.

## Zabytki i ciekawe miejsca
W Zaspach Małych znajdują się dwa nieczynne cmentarze ewangelickie:
- 500 m na północ od wsi, wśród lasu o pow 0,16 ha ze starymi sosnami i brzozami
- na wzgórzu przy północnym skraju wsi, o pow. 0,13 ha, drzewostan dębowy z pojedynczymi modrzewiami i bukami. Wzgórze to służy również jako punkt widokowy na leśne obszary moreny dennej na południe od Koszalina.

Stodoły o konstrukcji szachulcowej (zagroda nr 9 i nr 11).
Przy drodze głównej w centrum wsi stoi kapliczka.

## Przyroda
Pagórek kemowy w okolicy wsi to Dębowa Góra.

## Gospodarka
Na rzece Chotli prowadzona jest hodowla pstrąga.

## Komunikacja
W Zaspach Małych znajduje się przystanek komunikacji autobusowej.